# Gaedioxenis propinqua
Gaedioxenis propinqua là một loài ruồi trong họ Tachinidae.